# Bataille de Massacre Canyon
La bataille de Massacre Canyon est un affrontement qui opposa le 5 août 1873 plus d'un millier de guerriers lakotas à un groupe de Pawnees près de la ville actuelle de Trenton dans le Nebraska. Alors qu'ils étaient en train de chasser le bison, les Pawnees furent attaqués par les Lakotas et près d'une centaine d'entre eux furent tués, dont des femmes et des enfants. Cet affrontement est considéré comme le dernier affrontement majeur entre deux peuples amérindiens aux États-Unis.
Un monument a été érigé sur les lieux de la bataille en 1930.